# Voto colombino

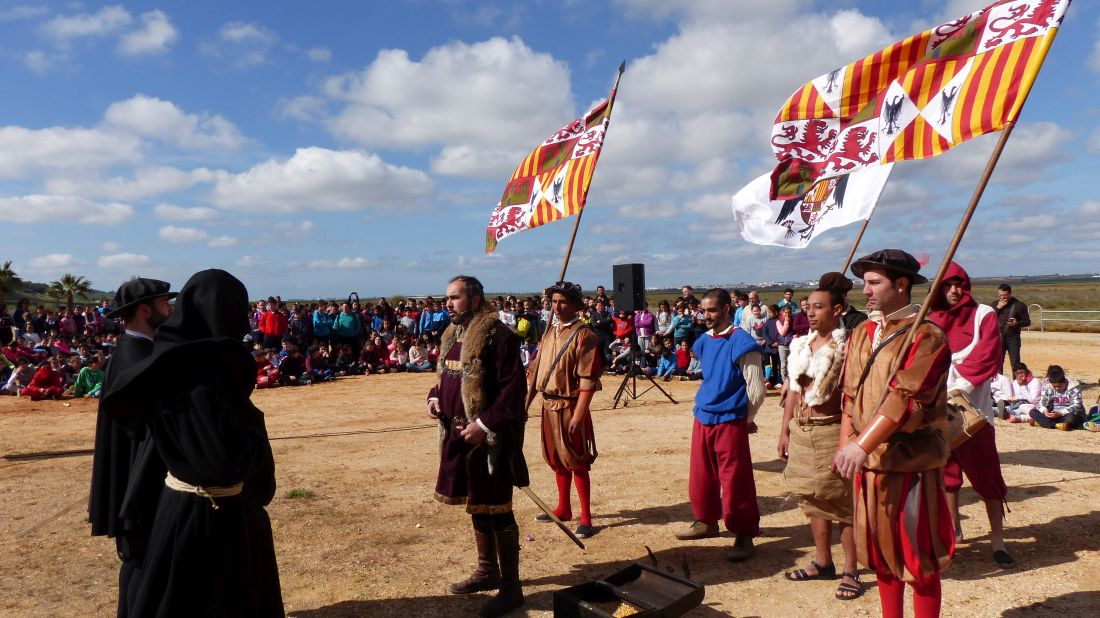
Rememoración anual del Voto colombino.

El Voto colombino fue una promesa religiosa realizada por los tripulantes de la carabela la Niña, capitaneada por Cristóbal Colón, que tuvo lugar el 14 de febrero de 1493 durante el regreso del viaje descubridor. 

## Historia
La flota de regreso estaba compuesta por las carabelas La Pinta y La Niña, ya que la nao Santa María había naufragado en América. Al mando de la carabela capitana en el regreso, La Niña, iba Cristóbal Colón, y de la carabela La Pinta Martín Alonso Pinzón.

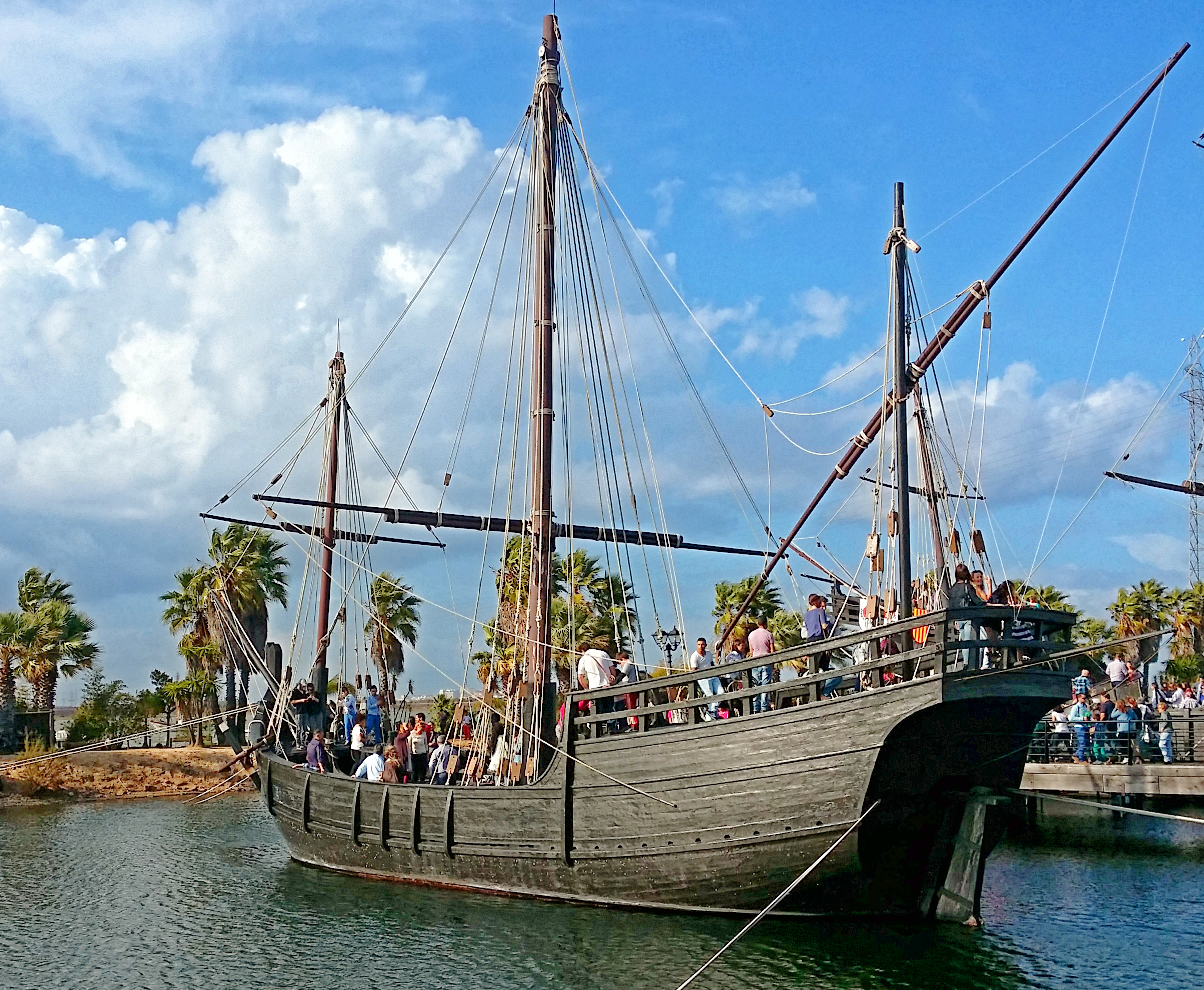
Reconstrucción contemporánea de la carabela La Niña situada en el Muelle de las Carabelas.

El día 14 de febrero de 1493 a la altura de las Islas Azores se cruzaron con una fuerte tempestad. La Pinta se separó de la Niña y logró llegar a Bayona cuatro días más tarde. La Niña, sin embargo, estuvo a punto de naufragar. En ese momento, según el manuscrito del Diario atribuido a Bartolomé de las Casas, Cristóbal Colón decidió echar en suerte entre los tripulantes el ir en peregrinación a dos centros religiosos: primero el Monasterio de Guadalupe, en Extremadura, que le tocó al propio Almirante; y segundo al Santuario de la Santa Casa, en los Estados Pontificios (Italia), que le tocó a un marinero. Un tripulante propuso entonces que se sortease también ir en peregrinación al Monasterio de Santa Clara (Moguer), lo cual le volvió a tocar a Colón. Además todos acordaron ir juntos en procesión a alguna iglesia de advocación mariana en la primera tierra que tocasen.

Jueves 14 de Febrero.
"Esta noche creció el viento y las olas eran espantables, contraria una de otra, que cruzaban y embarazaban el navío (La Niña), que no podía pasar adelante ( ... ) Él ordenó que se echase un romero que fuese a Santa María de Guadalupe y llevase un cirio de cinco libras de cera, y que hiciesen voto todos que al que cayese la suerte cumpliese la romería, para lo cual mandó traer tantos garbanzos cuantas personas en el navío venían, y señalar uno con un cuchillo haciendo una cruz, y metellos en un bonete bien revueltos. El primero que metió la mano fue el Almirante y sacó el garbanzo de la cruz, y así cayó sobre él la suerte, y desde luego se tuvo por romero y deudor de ir a complir el voto. Echóse otra vez la suerte para enviar romero a Santa María de Loreto, que está en la marca de Ancona, tierra del Papa, ques casa donde Nuestra Señora ha hecho y hace muchos y grandes milagros, y cayó la suerte a un marinero del Puerto de Santa María, que se llamaba Pedro de Villa, y el Almirante le prometió de le dar dineros para las costas. Otro romero acordó que se enviase a que velase una noche en Santa Clara de Moguer, e hiciese decir una misa, para lo cual se tornaron a echar los garbanzos con el de la cruz, y cayó la suerte al mismo Almirante. Después desto el Almirante y toda la gente hicieron voto de en llegando a la primera tierra ir todos en camisa en procesión a hacer oración en una Iglesia que fuese de la invocación de Nuestra Señora. Allende los votos generales o comunes cada uno hacía en especial su voto, porque ninguno pensaba escapar, teniéndose todos por perdidos, según la terrible tormenta que padecían. "
Diario de la primera navegación versión de fray Bartolomé de las Casas.

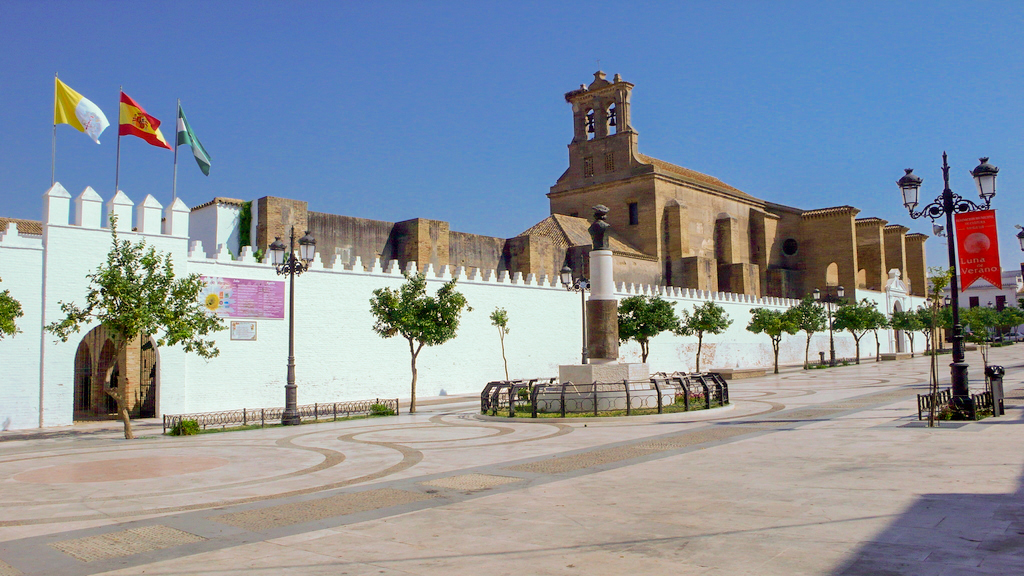
Monasterio de Santa Clara.

El 15 de marzo de 1493, por la mañana, regresó la carabela La Niña al puerto de Palos. Posteriormente se encaminó Cristóbal Colón hacia Moguer, con los Niño, el resto de la marinería moguereña y algunos indios. Llegados a Moguer, según es creencia popular, la comitiva se dirigió a la iglesia del Monasterio de Santa Clara donde cumplieron uno de los votos realizados en alta mar. La celebración litúrgica constaría del encendido de un cirio, y una noche en vigilia y oración, en agradecimiento a la titular del Monasterio.

## Celebración

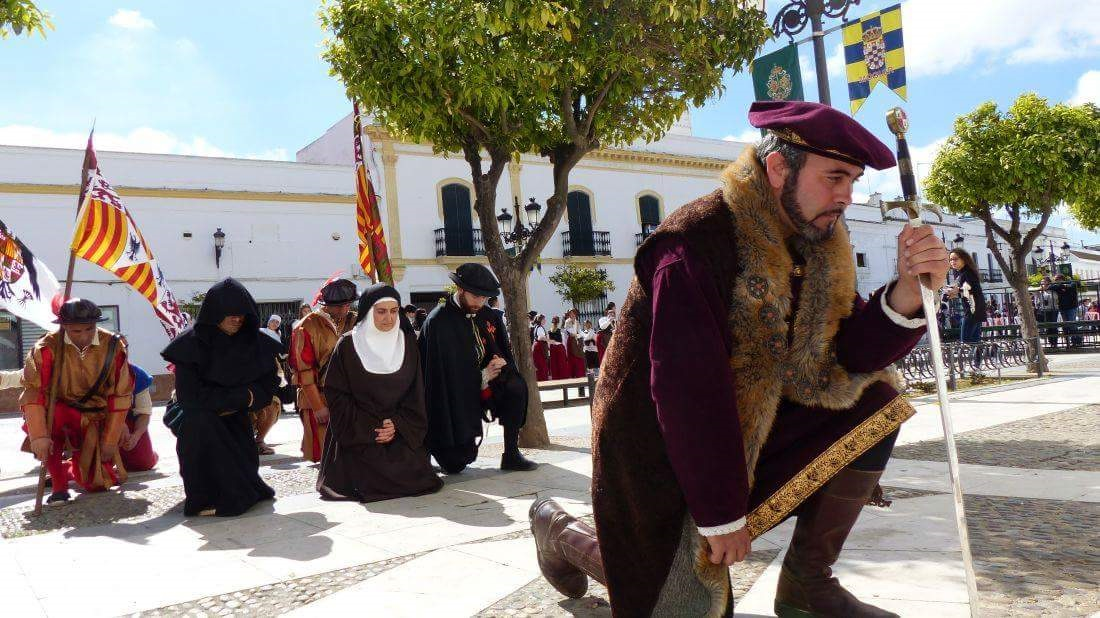
Rememoración anual.

Este hecho es rememorado anualmente el día 16 de marzo, en un acto en el Monasterio de Santa Clara de Moguer al que acuden las autoridades civiles y militares, la Real Sociedad Colombina Onubense, así como la ciudadanía en general. 
El acto consiste en la celebración de una misa en la que se enciende un cirio de acción de gracias y, posteriormente, los alumnos del colegio Pedro Alonso Niño representan algunas de las escenas que se vivieron en la ciudad del Tinto a la vuelta de los marineros descubridores. 
Posteriormente se coloca en el monumento a Cristóbal Colón una corona de laurel en homenaje al almirante y los marinos moguereños que tomaron parte en el Descubrimiento de América. Finalmente acaba el acto con alguna conferencia o acto cultural.